# Callisia monandra
Callisia monandra o cojite morado es una especie de planta herbácea de la familia de las comelináceas. Es originaria de América.

## Distribución y hábitat
Se distribuye desde México a Brasil, incluidas las Antillas.
En México se encuentra en Chiapas, Hidalgo, Oaxaca, Sonora y Veracruz donde se encuentra en matorrales o bosques húmedos, en las orillas de los caminos, sitios muy húmedos, abiertos, perturbados o cultivados (en Costa Rica en cafetales). Algunas veces en bosques de encino y bosques mesófilos. En Guatemala en alturas de 1700 m s. n. m. o menos, en Costa Rica de 0 a 2500 m s. n. m.

## Descripción
Son hierbas anuales o perennes de vida corta.  Los tallos alcanzan un tamaño de hasta 50 cm de largo, encontrándose recostados sobre el suelo, enraizando en los nudos y ramificados. Las hojas son alternas, de hasta 6 cm de largo y hasta 2 cm de ancho, ovadas a angostamente ovadas, algo puntiagudas, con la base algo asimétrica, redondeada o algo acorazonada, muy delgadas, con pelillos.
La inflorescencia tiene las flores muy pequeñas, pediceladas, agrupadas en panículas laxas y delicadas, acompañadas de hojas reducidas, brácteas y bractéolas. Con pelos glandulares en pedúnculos y pedicelos.
En las flores, el cáliz tiene 2 o 3 sépalos, de hasta 2 mm de largo, oblongo-elípticos, verdes, con pelillos glandulares; la corola de 2 o 3 pétalos, ligeramente más largos que los sépalos, blancos, translúcidos; estambres 1 a 3, filamentos muy delgados, de hasta 2 mm de largo, sin pelillos; el estilo muy corto.  El fruto es una cápsula de aproximadamente 1.5 mm de diámetro, con 4 a 6 semillas.

## Taxonomía
Callisia monandra fue descrita por (Sw.) Schult. & Schult.f. y publicado en Systema Vegetabilium 7: 1179. 1830. 
Etimología
Callisia: nombre genérico que deriva del término griego: kallos que significa  "belleza".
monandra: epíteto latino que significa "con un estambre".
Sinonimia
- Tradescantia monandra Sw. (1788). basónimo
- Leptocallisia monandra (Sw.) W.Ludw. & Rohweder (1954).
- Aploleia monandra (Sw.) H.E.Moore (1961).
- Callisia umbellulata Lam. (1791).
- Aploleia diffusa Raf. (1837).
- Callisia delicatula Kunth (1843).
- Callisia scopulorum Brandegee (1903).
- Leptocallisia umbellulata (Lam.) Pichon (1946).[6]